# Fjällbröstad astrild
Fjällbröstad astrild (Heteromunia pectoralis) är en fågel i familjen astrilder inom ordningen tättingar.

## Utseende och läte
Fjällbröstad astrild är en liten gråbrun fågel med svart ögonmask, fjällig vit haklapp, beigefärgad buk och grå näbb. Bland lätena hörs ett "teet" i flykten eller sparvlika tjippande. 

## Utbredning och systematik
Fågeln förekommer i norra Australien (Fitzroy River, Western Australia, till nordvästra Queensland). Den placeras som enda art i släktet Heteromunia och behandlas som monotypisk, det vill säga att den inte delas in i några underarter.

## Levnadssätt
Fjällbröstad astrild bebor torra gräsmarker och kanter till våtmarker, inklusive spinifex. Den kan vandra långt från sitt normala utbredningsområde.

## Status och hot
Arten har ett stort utbredningsområde, men tros minska i antal, dock inte tillräckligt kraftigt för att den ska betraktas som hotad. Internationella naturvårdsunionen IUCN listar därför arten som livskraftig (LC).